# 2003年5月16日月食
2003年5月16日月食为一次在协调世界时2003年5月16日出現的月全食。該次月食半影食分為2.100、全影食分為1.134。偏食維持了97分，全食維持26分。

## 概述
這次月食的食分是15.51，偏食維持了97分，全食維持26分。

## 基本參數
- 類型：月全食
- 食甚資料：
  - 日期：2003年5月16日
  - 時間：3:40
  - 月球位置：赤經15.51度、赤緯-18.6度
  - 食分：半影食分：2.100、全影食分：1.134
  - 持續時間：偏食97分、全食26分

## 外部連結
- NASA月食專頁（页面存档备份，存于）（英文）